# 拉氏雅南極魚
拉氏雅南極魚為輻鰭魚綱鱸形目南極魚亞目南極魚科的其中一種，分布於南冰洋海域，棲息深度30-750公尺，體長可達24公分，生活在中層水域，屬肉食性，以端足類等為食，繁殖期在秋季及冬季。

## 擴展閱讀
維基物種上的相關：拉氏雅南極魚